# Казон
Казон  (англ. Kazon) (/ˈkeɪzɒn/) — вымышленный инопланетный вид во вселенной «Звёздный путь». Разработан соавторами сериала «Звёздный путь: Вояджер» Риком Берманом, Майклом Пиллером и Джери Тейлор. Казоны служат главными антагонистами в течение первых двух сезонов шоу. Они представлены как кочевой вид, разделенный на восемнадцать отдельных сект и характеризующийся своей зависимостью от насилия. Патриархальное общество, казоны невысокого мнения о женщинах и гордятся тем, что мужчины становятся воинами и проявляют себя в бою. Сюжетные линии казонов часто вращаются вокруг попыток Джала Каллуха и его секты казонов украсть технологии со звездолёта «Вояджер» с помощью бывшего энсина «Вояджера» Сески. Во втором сезоне экипаж «Вояджера» узнает больше об истории и культуре инопланетных видов благодаря временному перемирию. В своем последнем крупном появлении Казоны успешно захватили «Вояджер», но в конечном итоге вынуждены сдаться и отступить. Были включены в «Star Trek Online» и романы, действие которых происходит во вселенной «Звёздный путь».
Создатели шоу, вдохновленные такими бандами, как Crips и Bloods, рассматривали Казонов, как подходящую метафору страхов и тревог, окружающих города и банды во время сезонных трансляций. Казоны были разработаны как один из трех новых инопланетных видов, которые могли быть расширены как повторяющиеся антагонисты. Двумя другими были Видиане и сикарианцы. Майкл Уэстмор был основным супервайзером по гриму, участвовавшим в создании внешности Казонов. Первоначально Пиллер планировал набирать исключительно молодых актеров в возрасте от восемнадцати до двадцати пяти лет, но решил набрать более взрослых и опытных исполнителей, поскольку они лучше проверялись в процессе прослушивания. Команда сценаристов «Вояджера» посвятила большую часть второго сезона развитию инопланетных видов, а Пиллер написал о них статью, которая будет использоваться для разработки серий, посвященных Казону. Казоны были удалены из сериала после премьеры третьего сезона, поскольку соавторы чувствовали, что их дальнейшее присутствие поставит под сомнение достоверность путешествия «Вояджера» домой.
Критическая реакция на Казонов была в целом отрицательной. Некоторые обозреватели хвалили их способность захватить «Вояджер» и высадить его команду на пустынной планете, в то время как другие считали, что они были плохо развитыми копиями клингонов и, что второй сезон слишком много внимания уделял им. Казоны включены в несколько списков худших злодеев в истории «Звёздного пути» и приводились в качестве примера расистского подтекста инопланетных видов франшизы. Во время повторного просмотра сериала Мишель Эрика Грин подвергла обширной критике инопланетные виды, поставив под сомнение решение представить их в качестве основных антагонистов вместо видийцев и отказ капитана Кэтрин Джейнвэй поделиться с ними технологиями. Казоны также были плохо восприняты актерами шоу, которые не сочли их сильными злодеями или убедительными дополнениями к повествованию.

## Появления во франшизе

### Звёздный путь: Вояджер
Казоны появляются как главные антагонисты первых двух сезонов сериала «Звёздный путь: Вояджер». Представленные в премьере сериала «Смотритель», они показаны как угнетатели окампа, другой инопланетной расы. Окампа Кес (Дженнифер Льен) впервые показана как рабыня кейзонов, а талаксианец Ниликс (Итан Филлипс) в прошлом заключал деловые сделки с инопланетянами. Увидев демонстрацию передовых технологий на звездолёте «Вояджер», в частности, репликаторы и транспортеры, казоны разрабатывают схемы по краже этих машин и встраивают их в свои корабли. Капитан Кэтрин Джейнвэй (Кейт Малгрю) отказывается предоставить враждебным инопланетянам какую-либо информацию о технологии «Вояджера» из-за страха нарушить динамику власти в Дельта-квадранте и, таким образом, нарушить Главную директиву. В последующих сериях команда ячейки Маки во главе с Чакотаем (Роберт Белтран), которую «Вояджер» преследовал в Дельта-квадранте, объединяется с командой Звёздного Флота «Вояджера». В «Состоянии потока» команда «Вояджера» встречает Джала Каллуха (Энтони Де Лонгис), лидера секты казонов и главного персонажа казонов в сериале. В этой серии выясняется, что энсин «Вояджера» Сеска (Марта Хакетт) является кардассианским агентом, который проник в ячейку маки Чекотая, впоследствии возражая против слияния экипажей и отказа Джейнвэй нарушить Первую директиву. Сеска тайно передает информацию казонам, чтобы заключить союз с инопланетянами и ускорить возвращение «Вояджера» домой. Будучи пойманным при попытке доставить технологию репликатора казонам, Сеска покидает «Вояджер», чтобы присоединиться к ним, и становится любовником и главным советником .
Во время «Посвящения» Чекотай запутывается с Каром (Арон Айзенберг), молодым Казоном, пытающимся пройти обряд посвящения, и старающегося стать для него наставником. В «Маневрах» Сеска ставит ловушку, в результате чего Казон крадет модуль транспортера у «Вояджера». Она советует Куллу внедрить технологию в корабли казонов и использовать её, чтобы объединить все секты казонов в качестве лидера. Чекотай отправляется на одиночную миссию, чтобы восстановить технологию, но Сеска и Каллух захватывают его и пытают. Экипаж «Вояджера» спасает Чекотая только для того, чтобы обнаружить, что Сеска извлекла его ДНК и использовала, чтобы оплодотворить себя. После такого поворота событий Джейнвэй пытается заключить союз с казонами, для обеспечения безопасного прохода через их область космоса. Во время этого процесса команда встречается с Трабе, инопланетным видом, которого преследовали казоны после ожесточенной вражды. Джейнвэй решает вступить в союз с Трабе и устраивает мирную конференцию по предложению Мабуса (Чарльз О. Лючия), лидера Трабе. Однако команда «Вояджера» обнаруживает, что Трабе плохо обращались с казонами в прошлом, и хочет использовать встречу как ловушку, чтобы убить лидеров казонов. Джейнвэй останавливает резню, но в результате отношения между «Вояджером», «Казон» и другими инопланетными видами в Дельта-квадранте ещё больше обостряются.
Казоны ненадолго появляются в сериях «Порог», «Дредноут» и «Знаки жизни», поскольку Сеска помогает им разработать план по захвату «Вояджера». В «Расследованиях» Ниликс замечает, что один из членов экипажа корабля отправляет закодированные сообщения на «Казон», и использует свою программу утренних новостей, чтобы выследить предателя. Том Пэрис (Роберт Дункан Макнил) помогает Ниликсу, демонстрируя плохое и агрессивное поведение, чтобы создать видимость того, что он готов саботировать «Вояджер», чтобы установить контакт с предателем. Ниликс обнаруживает, что Майкл Джонас (Рафаэль Сбардж), член экипажа «Вояджера», который ранее был частью ячейки Маркиза Чекотая, передает Сеске информацию о технологии деформации; далее Джонас погибает в бою с Ниликсом. Серия, состоящий из двух частей, «Основы» служит последней основной сюжетной линией для Казона в сериале. Сеска посылает «Вояджеру» сигнал бедствия после рождения её ребенка и обнаружения Каллухом того, что он не был отцом. Чекотай убеждает Джейнвэй и остальную часть команды спасти Сеску и его сына от Казона, но они обнаруживают, что это ловушка, чтобы устроить засаду на «Вояджер». Казон берет под свой контроль космический корабль и высаживает его команду на, казалось бы, пустынной планете; Доктор (Роберт Пикардо) и проблемный член экипажа Лон Судер (Брэд Дуриф) — единственные два члена экипажа, оставшиеся на борту «Вояджера». Доктор сообщает разочарованной Сеске, что Каллух, а не Чакотай, является отцом её ребенка. Экипаж «Вояджера» возвращает корабль после того, как Судер жертвует собой, чтобы саботировать его системы фазерного оружия. Сеска убит взорвавшейся консолью в последовавшей драке, а Каллух забирает своего ребёнка и уходит с остальными казонами.
Несмотря на то, что казоны не выделяются за пределами «Основ», на них ссылаются в последующих сезонах. В четвертом сезоне Седьмая-из-девяти (Джери Райан) показывает, что борги никогда не ассимилируют казонов, которых они называют видом 329 и «недостойными ассимиляции». Член экипажа Казон был включен в голографическую реконструкцию «Вояджера» как военного корабля. Казоны также появляются в «Относительности» и «Расколотом», в которых рассказывается о путешествиях во времени. В обоих сериях персонажи посещают точку, в которой Сеска и Казон контролировали «Вояджер».

### Другие появления
Казон появляются в «Star Trek Online», массовой многопользовательской ролевой онлайн-игре (MMORPG), разработанную Cryptic Studios на основе франшизы «Звёздный путь». В игре, действие которой происходит в 25 веке, через 30 лет после событий прошедших в фильме «Звёздный путь: Возмездие», секта Казон-Нистрим классифицируется как восходящая держава после того, как новый лидер отобрал власть у Каллу. Его называют «жадным до власти и стремящимся сделать себе имя» и «более хитрым и умным, чем большинство казонов».
Казоны также появляются в романах, основанных на франшизе «Звёздный путь», в том числе «Мозаика» и «Пути», написанных соавтором сериала «Звёздный путь: Вояджер» Джери Тейлор. В «Мозаике» Казоны устраивают засаду против звездолёта «Вояджер», втягивая команду в бой против военного корабля кейзонов в густой туманности. В то же время воины Казона преследуют группу высадки во главе с Тувоком, которой было поручено исследовать дикую планету. Роман фокусируется на дилемме Джейнвэй, помочь ли команде гостей или экипажу корабля, и прерывается воспоминаниями о её детстве и обучении в Академии Звёздного Флота. Во время событий «Пути» Кес рассказывает о своих первых встречах с Казонами. Казоны также появляются в зеркальной вселенной, представленной в рассказе Кейта ДеКандидо «Змей зеркального масштаба», опубликованном в сборнике «Obsidian Alliances». В этой вселенной звездолёт «Вояджер» никогда не застревал в Дельта-квадранте. Вместо того, чтобы быть спасенной Ниликсом и командой «Вояджера», Кес использует свои псионические силы, чтобы убить всех своих похитителей кейзонов.
В 1996 году фигурка Казона была выпущена как часть второй волны товаров Playmates Toys «Звёздный путь». В том же году Applause выпустила керамическую кружку, дизайн которой был основан на лице типичного мужчины-казона. Компания Revell опубликовала несколько фигурок космического корабля Казон, например, для корабля-рейдера и торпеды. Revell включил фигурку рейдерского корабля в набор из трех предметов, а также фигурку корабля маки и «Вояджера».

## Характеристика

### История и политика
Во вселенной «Звёздного пути» до прибытия «Вояджера» в Дельта-квадрант военные действия между трабами и казонами привели к тому, что трабы держали их в подчинении. Насилие между казонами поощрялось, чтобы ограничить риск их восстания против трабе. До завоевания Трабе Казоны были самым передовым обществом в квадранте. В звёздную дату 2346 Джал Санкур объединил секты в Орден Казон или Коллектив Казон, чтобы свергнуть . Казоны украли технологии и корабли Трабе и вместо того, чтобы обосноваться на новом родном мире, стали кочевым видом. Достигнув независимости от Трабе, казоны продолжали сражаться между собой за контроль над ресурсами и технологиями.
В сериале «Звёздный путь: Вояджер» казоны известны под общим названием «Орден казонов», но эти виды также разделены на различные секции. В то время как на официальном веб-сайте «Звёздного пути» указано, что казон состоит из восемнадцати сект, в серии «Посвящения» показывается, что количество сект крайне нестабильно и меняется каждый день. В «Звёздном пути: Вояджер» было названо только восемь групп: Казон-Халик, Казон-Огла, Казон-Огламар, Казон-Релора, Казон-Нистрим, Казон-Мострал, Казон-Хобии и Казон-Поммар. Секты изображаются как «кровные враги», которые редко предпринимают попытки дипломатии или заключают союзы. В то время, когда звездолёт «Вояджер» проходил через оккупированное Казоном пространство, Казон-Огла и Казон-Релора были самыми могущественными из восьми, контролируя большинство членов и кораблей. Казон, не принадлежащий к секте, рассматривается как «говен» или изгой. Титул «первый маже» используется для обозначения лидера секты. Политическая структура Казона построена вокруг «политических убийств внутри сект, а также между сектами», при этом мир воспринимается как невозможная конструкция with peace perceived as an impossible construct..

### Культура и технологии
Во время сериала «Звёздный путь: Вояджер» общество казонов было представлено как патриархальное, поскольку мужчины негативно реагировали на приказы женщин. Женщины-казоны никогда не показаны в сериале, и мужчины-казоны упоминают их только в диалогах. Молодых мужчин-казонов воспитывают как воинов, которые проходят обряд посвящения, чтобы получить свои взрослые имена. Почетный титул «Джал», данный молодому мужчине-казону, знаменует их переход во взрослую жизнь; он даётся либо когда мальчик убивает врага в бою, либо умирает в бою. Те, кто не проходит этот обряд посвящения, наказываются либо казнью, либо публичным позором. Ожидается, что у отцов и сыновей будут эмоционально отдаленные отношения, и любые признаки привязанности между ними будут считаться постыдными.
Ученые Кристина Никулеску и Йонит Немцеану проанализировали культуру казонов, чтобы исследовать политкорректность и темы расовых предрассудков в сериале «Звёздный путь: Вояджер». Они определили, что казоны характеризуются как примитивные/низшие, дикие и преступные, и утверждают, что внешний вид и поведение казонов были разработаны, чтобы вызвать негативную реакцию аудитории. Они описали одежду казонов как напоминающую одежду партизан, а их волосы и лица - как «дикие» и «угрожающие». Хотя не показано, что у казонов есть постоянная армия, они обозначены как милитаристское общество. Никулеску и Немтцеану отметили, что диалог Казона отмечен частым использованием агрессивных выражений. По словам Сески, медицина казонов является рудиментарной и «примитивной». Несмотря на то, что казоны - единственный классифицированный вид, который борги отказываются ассимилировать, Джейнвэй упомянула в своих отчетах, что они - «коварный и опасный враг».
В сериале «Звездный путь: Вояджер» военная направленность Казона сильно контрастирует с гуманистической Объединенной федерацией планет. Благодаря ресурсам, взятым у Трабе, казоны обладают энергетическим оружием, в первую очередь фазерами и притягивающими лучами, а также дефлекторными щитами. Они не подозревают о транспортерах и репликаторах до своей первой встречи с экипажем «Вояджера». Казоны в основном показаны с использованием одного из двух типов космических кораблей: кораблей-рейдеров и кораблей-носителей. Рейдерские корабли считаются незначительной угрозой для экипажа «Вояджера», но корабли-носители считаются более опасными. Несмотря на то, что вооружение «Казона» хуже, чем на «Вояджере», неспособность экипажа Звёздного Флота пополнить запасы делает их уязвимыми для атак. Корабли Казон визуально представлены как «тёмные, строго функциональные» и без «каких-либо украшений, характерных для ярких, гладких кораблей Федерации». Корабли украшены только черепами и трофеями побежденных врагов. В игре «Star Trek Online» игроки могут использовать тяжелый рейдер Казон и иметь доступ к его мостику. Официальный сайт MMORPG рекламирует самую сильную сторону корабля как «маневренность и универсальность». На сайте также упоминается, что казоны улучшили свои технологии после встречи с «Вояджером», собирая более продвинутые материалы других видов.

## Предыстория появления

### Концепция и создание
Перед объявлением о новом воплощении «Звёздного пути» соавторы сериала «Звёздный путь: Вояджер» Рик Берман, Майкл Пиллер и Джери Тейлор придумали основные концепции и персонажей во время секретных совещаний по разработке. Казоны изначально были созданы как часть основного сюжета сериала о том, что экипаж «Вояджера» застрял в Дельта-квадранте. Берман, Пиллер и Тейлор рассудили, что персонажи будут путешествовать по области космоса, контролируемой новой инопланетной расой, выступая в качестве главных антагонистов сериала, и создали Казона, чтобы исполнить эту роль.
Казон были вдохновлены бандами Лос-Анджелеса и упоминались в „сокращенно «Crips» и «Bloods»“. Идея казонов как секты воинов, а не единой расы, была представлена Тейлором, который набросал их как «три банды, с постоянно меняющимися отношениями и привязанностями. Как только мы думаем, что разобрались, баланс снова меняется». Обсуждая первоначальную задумку Казон, Тейлор рассматривал их как способ «обращаться к теме нашего времени и тому, что [...] происходило в наших городах, и признавать источник опасности и социальных волнений». Пиллер далее описал предпосылку для Казон, как основанную на групповом насилии и войне, уточнив: «Наше намерение состояло в том, чтобы создать своего рода неорганизованную анархию, их против них в той же степени, что и они против нас».
На встрече, состоявшейся 17 августа 1993 года, Тейлор написал набросок сюжета для пилотной серии «Смотритель» и представил «Казон» (тогда идентифицированный как «Крипс») как «банду, которая в конфликте с двумя другими бандами соревнуется за территорию в этой области пространства». Заметки Тейлора предполагают, что соавторы сериала рассматривали возможность заключения перемирия между «Крипс» и главными героями, что разозлило бы другую банду (тогда называвшуюся Кровью) и сделало бы их главными антагонистами. Позднее от этой идеи отказались на встрече 10 сентября того же года. В первом наброске сценария «Смотрителя» Пиллер назвал инопланетный вид «Газон» и дал им следующее описание:
Это худощавые, тощие люди, одетые в неопрятную одежду. Некоторые из них не более чем в лохмотьях. Их кожа сухая и обезвоженная; на некоторых от солнца проявляются пятна и язвы. Похоже, это лагерь людей, едва способных выжить, лишенных земных удобств и живущих суровой, тяжелой жизнью. Это Газоны, которых мы узнаем по ходу сериала как смертоносную, воинственную секту, подчиняющую себя этим ужасным обстоятельствам в обмен на возможное обретение власти.
Летом 1994 года Газон был изменен на Казон, так как опасались, что это название слишком похоже на Сектор Газа. Продюсеры предложили это изменение, чтобы истории, связанные с инопланетянами, не интерпретировались как политические комментарии к конфликтам на палестинских территориях. Согласно техническому руководству «Звёздный путь: Вояджер», изначально планировалось разделить казонов только на две фракции («Казон-Сера» и «Казон-Огла»).

### Дизайн и подбор актёров
Дизайн Казон был сформулирован примерно в начале июня 1994 года, супервайзером сериала Майклом Уэстмором. Описывая черты лица этого вида, Уэстмор сказал, что он построил кожный выступ вдоль носа и передней части лица, чтобы имитировать «мягкий петушиный гребень», а не «гребни кости динозавра». Он сказал, что между мужчинами и женщинами казонов были очень небольшие визуальные различия, при этом отличительной чертой было то, что женщины имели более тонкую физическую форму, чем мужчины. По словам Уэстмора, искусственный макияж лба имел форму, напоминающую дьявола, а выступы на носу были вдохновлены стервятником. Дизайн носа менялся в течение первых двух сезонов с добавлением кончика носа и шипов, торчащих из ноздрей. Дизайн Казона был предметом критики фанатов после премьеры сериала, а один фанат прокомментировал: «Они выглядят так, как будто у них у всех плохой день с волосами». Когда Энтони Де Лонгис впервые увидел головной убор, который носят как часть Костюм Куллу, он пошутил, что: «Куллу должен быть лидером, потому что у него самая большая шевелюра».
Уэстмор сказал, что он столкнулся с несколькими проблемами, связанными с гримом и масками во время съемок «Смотрителя». Из-за того, что в первой серии присутствовало большое количество Казонов, он нанял дополнительных гримеров и производителей форм, чтобы помочь всем актёрам одеться в костюмы. По словам главного продюсера Дэвида Ливингстона, процесс нанесения макияжа Казон занял несколько часов. Поскольку большинство сцен с участием Казона были сняты на озере Эль-Мираж, Ливингстону и съемочной группе было поручено помочь актёрам чувствовать себя комфортно в тяжелом гриме и протезах, несмотря на высокие температуры.
Первоначально Пиллер предполагал, что актёры будут только в возрасте от восемнадцати до двадцати пяти лет, чтобы имитировать связь между Казон и современными уличными бандами. Он сказал, что хотел, чтобы подбор актёров для роли  инопланетян как «молодых, злых людей, которые никогда не доживали до взрослого возраста, чи имели опыт и взгляд на мир, как, скажем, клингоны и ромуланцы». Он хотел подчеркнуть, что казоны были «гораздо более эмоциональными, вспыльчивыми и, следовательно, имели меньше ожиданий» через игру актёров. Однако роли исполнялись актёрами вне этого возрастного диапазона, и Пиллер объяснил, что решение было принято на том основании, что «актёры старшего возраста давали более безупречную игру». Позже он сожалел о выборе более зрелых актёров, так как чувствовал, что это противоречит представлению писателей о виде, делая их слишком похожими на клингонов. Uproxx также сравнил казонов с кардассианцами и лесными эльфами.

### Съёмки и разработка

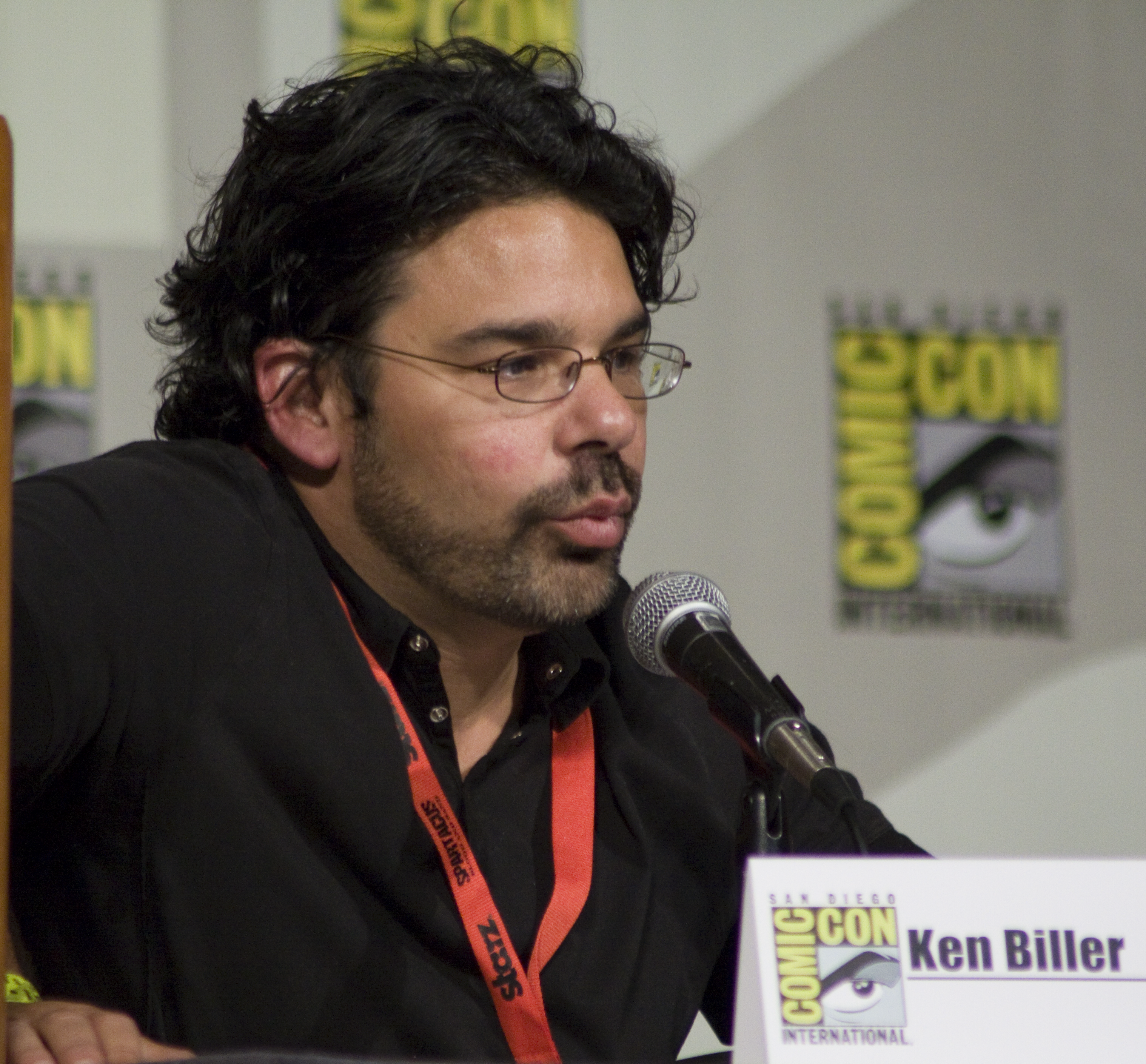
Кеннет Биллер (на фото) написал большую часть справочной информации, касающейся Казон, во время разработки второго сезона сериала.

В первом сезоне казоны были представлены как один из трёх новых инопланетных видов, которые можно было использовать в качестве повторяющихся антагонистов; двое других были видийцами и сикарианцами. Казон и видийцы будут представлены в следующих сериях, в то время как появление сикарианцев было ограничено серией «Основные факторы». Уэстмор обнаружил, что казоны были наиболее требовательным видом для дизайна первого сезона «Вояджера», хотя в целом он нашел грим и протезирование для «Вояджера» проще, чем для сериала «Звёздный путь: Глубокий космос 9». Он объяснил это, сравнив относительно небольшое количество Казонов, появлявшихся в сериях помимо пилота, по сравнению с многочисленными инопланетянами, представленными в «Глубоком космосе 9».[53] Дизайн Казонов был изменен во время съёмок первого сезона. Например, для второй серии «Состояние потока», где появляется Казон, Уэстмор удалил протезы ушей, которые изначально были созданы дизайнером волос Хосе Норманд, чтобы они выглядели как свиные уши. Протезы свиных ушей оказались слишком громоздкими и тяжелыми для актеров и дублеров, а его материал был заменен на более легкую губку.
Команда сценаристов «Вояджера» посвятила больше экранного времени во втором сезоне сериала развитию культуры и общества казонов. Пиллер описал этот сезон как «глубокое расследование [казонов], которое, я думаю, превратит их, возможно, в одну из пяти самых враждебных инопланетных рас в истории «Звёздного пути»». Пиллер разработал сюжетную линию Казонов во втором сезоне на основе своего опыта работы над научно-фантастическим западным телешоу 1995 года «Легенда». Тейлор не был уверен в возобновлении внимания к казонам и задавался вопросом, были ли они убедительными антагонистами. Она описала их как полностью идею Пиллера.
Главный редактор Кеннет Биллер написал статью, в которой подробно описал историю и поведение казонов в обществе, а также их враждебные отношения с трейбами. Биллер собрал все свои идеи на бумаге, чтобы помочь различным сценаристам создать связное повествование для казонов в отдельных сериях. Разработанные для одного из его серии — «Посвящения» — записи также использовались Тейлором для создания «Альянсов». Биллер указал на персонажа Сески, как на ключевой повествовательный прием для дальнейшего изучения инопланетных видов. Для Биллера Сеска «позволил нам заглянуть за кулисы с Казон» и «помог определить для нас, что такое Казон». Тем не менее, Хакетт интерпретировал Сеску как мало преданную казонам, сказав: «Я не думаю, что ей есть дело до [них]».
Обсуждая свои надежды на реакцию фанатов на акцент во втором сезоне на Казон, Пиллер сказал: «Мне будет любопытно узнать, каково восприятие аудитории, сработали ли наши инвестиции в Казон в этом сезоне». Опасения фанатов по поводу того, что «Вояджер» не включает в себя столько элементов научной фантастики, как в предыдущих частях «Звёздного пути», он полагал, что растущее внимание к Казону послужит решением. Пиллер полагал, что инопланетные виды подчеркивают футуристические сюжетные линии сериала, объясняя: «Многие люди не считают многие [эпизоды сезона] научной фантастикой». Затем он сказал: «Но, безусловно, вы можете доказать, что столкновение с казонами в битве - это футуристическое повествование». Аспекты «приключенческого боевика» реализуются через появление .

### Дальнейшая судьба персонажа
После окончания второго сезона Тейлор решила исключить Казонов из числа главных антагонистов сериала, обнаружив, что усилия по развитию инопланетных видов не увенчались успехом. Она чувствовала, что они так и не превратились в серьезных противников, несмотря на появление в нескольких сериях. Тейлор утверждал, что Казон ограничил потенциал сериала, сказав: «Это создало любопытный вывод, что мы стоим на месте в космосе, тогда как наша франшиза состоит в том, что мы движемся с невероятной скоростью к Альфа-квадранту — мы продолжаем сталкиваться с одним и тем же. Люди снова и снова! Это была просто странность, и я не думаю, что казоны сослужили нам хорошую службу». Обсуждая их роль в будущих сериях, она объяснила, что это было её «намерение оставить их позади и найти новых и, надеюсь, более интересных инопланетян».
Несмотря на то, что Пиллер понимал разочарование Тейлора в казонах, он чувствовал, что «было важно и ценно создать этого противника». Берман согласился с оценкой Тейлор Казон и отметил, что они пропадут в начале третьего сезона. Он также признал, что сценаристы допустили несколько ошибок и внесли несоответствия при разработке Казон. Полагая, что большой объем пространства, находящегося под контролем Казона, неправдоподобен, он утверждал, что количество столкновений звездолёта «Вояджер» с инопланетными видами сделает их территорию больше, чем у Объединенной Федерации Планет и Клингонской Империи. Продюсер Брэннон Брага поддержал удаление Казона, критикуя этот вид как «недоделанных клингонов», а их постоянное включение в серии создавало «ощущение, что мы путешествуем по большому кругу».
Несмотря на решение исключить Казона из будущих серий, сценаристы не были уверены, будут ли на них сосредоточены финал второго сезона и премьера третьего сезона. Пиллер сказал, что было высказано предположение, что эти серии могут послужить знакомством с новым инопланетным видом, но он поддерживает возможность того, что они действуют как прощание с сюжетными линиями Казона. Он объяснил своё решение тем, что «чувствовал, что мы построили эту линию с ними, и это был естественный вывод». Казоны были заменены сюжетными линиями, посвященными видианцам, боргам и . Перед премьерой сериала «Звёздный путь: Дискавери» Донна Диккенс предположила, что появление Эндрю Линкольна в сериале может быть персонажем из «Казона». Признавая негативную реакцию фанатов на инопланетян во времена сериала «Звёздный путь: Вояджер», Диккенс задался вопросом, будет ли сериал «Звёздный путь: Дискавери» подходящим местом для «эпизодического возвращения» Казона.

## Критика

### Критика актёров
Актёры «Вояджера» отрицательно отреагировали на дальнейшее включение Казона в сериал и посчитали, что их удаление было лучшим выходом из положения. Тим Расс прокомментировал, что частое включение этого вида подорвет доверие к сюжетным линиям, поскольку экипажу в конечном итоге придется покинуть контролируемое Казоном пространство по пути домой. Он также считал, что Казоны потерпели неудачу как антагонисты, считая их недостаточно внушительными, чтобы главные герои и фанаты воспринимали их всерьёз. Итан Филлипс согласился с Рассом, предложив сократить присутствие казонов. Роберт Пикардо пошутил, что единственным интересным аспектом этого вида была их прическа, в то время как Роберт Белтран указал на отсутствие у них интеллекта как на главный фактор, мешающий им стать сильными злодеями. Кейт Малгрю предложила включить в сериал нового и более сильного антагониста, заявив: «Нам нужно [...] столкнуться с врагами такой свирепости, врагами, которые на самом деле довольно смертоносны и пугающи. Враги, на которых вы бы смотрели и говорили:«О, мальчик, как они собираются выбраться из этого? Я не думаю, что казон попал в точку». Малгрю считала, что миссия экипажа вернуться домой была более захватывающей сюжетной линией, чем те, которые связаны с казонами, которых она критиковала как «больших глупых гигантов».

### Приём критиков
Казон получили негативную реакцию телевизионных критиков. В своей книге 2005 года «Аналитический путеводитель по телевизионному крейсеру Галактика» литературный критик Джон Кеннет Мьюир утверждал, что события сериала «Звёздный путь: Вояджер» потеряли свою актуальность с базированием второго сезона в пространстве Казона. Он сравнил сериал «Звездный путь: Вояджер» с научно-фантастическим телесериалом «Звёздный крейсер Галактика», написав, что «Звёздный путь: Вояджер» может извлечь уроки из того, как «Галактика должна двигаться вперед, всегда вперед, к месту назначения». Писатель К. Стоддард Хейс описал инопланетный вид как «стереотипных мужественных космических воинов», который критически относился к отсутствию проработанных персонажей казонов. Он объяснил это, сказав: «В двух сезонах сериала с участием их разных фракций не появляются запоминающиеся персонажи Казона».
Критики также сомневаются в эффективности Казона как злодея. Бритт обнаружил, что Казоны были одними из «самых глупых и худших антагонистов в истории Звёздного пути». Джульетта Харрисон с сайта Den of Geek! писала, что сценаристы были слишком сосредоточены на сюжетных линиях Казона и Сески. Харрисон назвал их «нестандартными заменителями клингонов» и похвалил решение сериала заменить их боргами. Казон вместе с Сеской заняли второе место в списке Чарли Джейн Андерс из Io9, в котором представлены 10 наименее опасных злодеев «Звёздного пути». Андерс объяснил, что казонов чаще представляли раздражающими вредителями, чем серьезным препятствием на пути «Вояджера» домой. Чарльз Эванс из FanSided усомнился в том, что казоны отчаянно нуждаются в воде, поскольку они могут использовать свою технологию деформации, чтобы собирать её с других планет. Несмотря на то, что Эванс описал казонов как исходящих из хорошей предпосылки, он не обнаружил, что они соответствуют своему ярлыку «самой могущественной расы в своей области Дельта-квадранта».
Мишель Эрика Грин из TrekToday предоставила обширный и в основном негативный комментарий к сюжетной линии Казона в первые два сезона, пересматривая сериал. Грин отрицательно сравнил казонов с клингонами, назвав видийцев более подходящим и убедительным кандидатом на роль основных антагонистов в течение первых двух сезонов. Грин поставил под сомнение решимость Джейнвэй никогда не делиться технологиями «Вояджера» с казонами, написав, что этот вид характеризуется как «космическая культура с варп-двигателем», поэтому экипаж не будет «мешать примитивной цивилизации». Она утверждала, что попытки казонов украсть репликатор и транспортер, а не наступательное оружие, уменьшили их влияние как угрожающее присутствие, предполагая, что возможность отношений с казонами «не казалась намного более отвратительной, чем иметь дело с клингонами или ференги, которые угнетают женщин и меньшинства в пределах своих границ».
Несмотря на негативную критику Казона, сцена, в которой они захватывают «Вояджер», получила высокую оценку телевизионных комментаторов. Марк Бакстон из Den of Geek! включил казонов в свой список 50 лучших инопланетных форм жизни во вселенной «Звёздного пути» за их «передовые технологии и предательскую кровожадность» и успех в ловушке экипажа «Вояджера» на враждебной планете. Точно так же Райан Бритт из Tor.com назвал момент, когда Казон захватили корабль, одним из семи самых шокирующих случаев во франшизе «Звёздный путь».

### Расовый и политический анализ
Представление казонов как антагонистов подверглось критике со стороны жанровых комментаторов и ученых как пример расизма в «Звёздном пути». Они определили, что изображение казонов было неявно расистским, написав, что этот вид был показан как воплощение негативных стереотипов, рассматривается как «примитивный», в их конфликте со светлокожим . В своей книге «Политика Звёздного пути» 2016 года политолог Джордж А. Гонсалес согласился с тем, что тон кожи и прическа, разработанные для казонов, несут явный расовый подтекст, и почувствовал, что это стало более очевидным во время их конфликта со светлокожим Окампой. Зак из Bitch Media назвал Казон одним из примеров неравномерного отношения к расе в «Звёздном пути». Он сравнил казонов с клингонами и ференги, написав, что «цветные инопланетяне [используются] в качестве доверенных лиц для представления худших аспектов человеческого поведения».
Казон интерпретируется как социально-политический комментарий о развивающихся странах. Джордж А. Гонсалес представил Казон как пессимистическую черту Дельта-квадранта, которую он прочитал как метафору развивающегося мира. Подчеркивая жестокое обращение Казона с окампа, планы украсть у «Вояджера» более развитые технологии и неспособность сформировать прочные союзы, Гонсалес описывает сериал как интерпретацию расовых отношений в развивающихся странах как «по своей сути спорный и неизбежно дестабилизирующий». В заключение он сказал, что сюжетные линии Казон соответствуют «неоконсервативным предубеждениям / рассуждениям». В ретроспективном обзоре франшизы «Звёздный путь» за 2015 год Дэвид Трудел из Moviepilot написал, что он разочарован распадом союза между Казонами и Трабе в серии «Альянсы». Он чувствовал, что в сериале должно было быть показано формирование новой Федерации, начавшейся с этих двух инопланетных видов. Некоторые критики рассматривали эту серию как «момент, когда «Звёздный путь» умер интеллектуально», хотя Трудель не согласился с этой оценкой как «довольно драматичной». В 1996 году «Нью-Йорк Таймс» предложила менее критическую оценку развития инопланетных видов в «Звёздном пути», описав их как воплощение «преувеличенных человеческих тенденций». Парелес определил восстание казонов против их предыдущих похитителей, в частности, как сопоставимое с политической ситуацией в Сомали или Руанде на момент его написания.